# Weldon
Weldon Santos de Andrade, cunoscut ca Weldon (n. 6 august 1980, Santo André, Brazilia) este un fotbalist aflat sub contract cu CFR Cluj.